# Cosmoplatidius abare
Cosmoplatidius abare är en skalbaggsart som beskrevs av Dilma Solange Napp och Martins 2006. Cosmoplatidius abare ingår i släktet Cosmoplatidius och familjen långhorningar. Inga underarter finns listade i Catalogue of Life.